# Brodten
Das schleswig-holsteinische Dorf Brodten ist der nördlichste und mit lediglich 112 Einwohnern (Stand 2020) einer der kleinsten Stadtbezirke der Hansestadt Lübeck und gehört zum Stadtteil Lübeck-Travemünde.

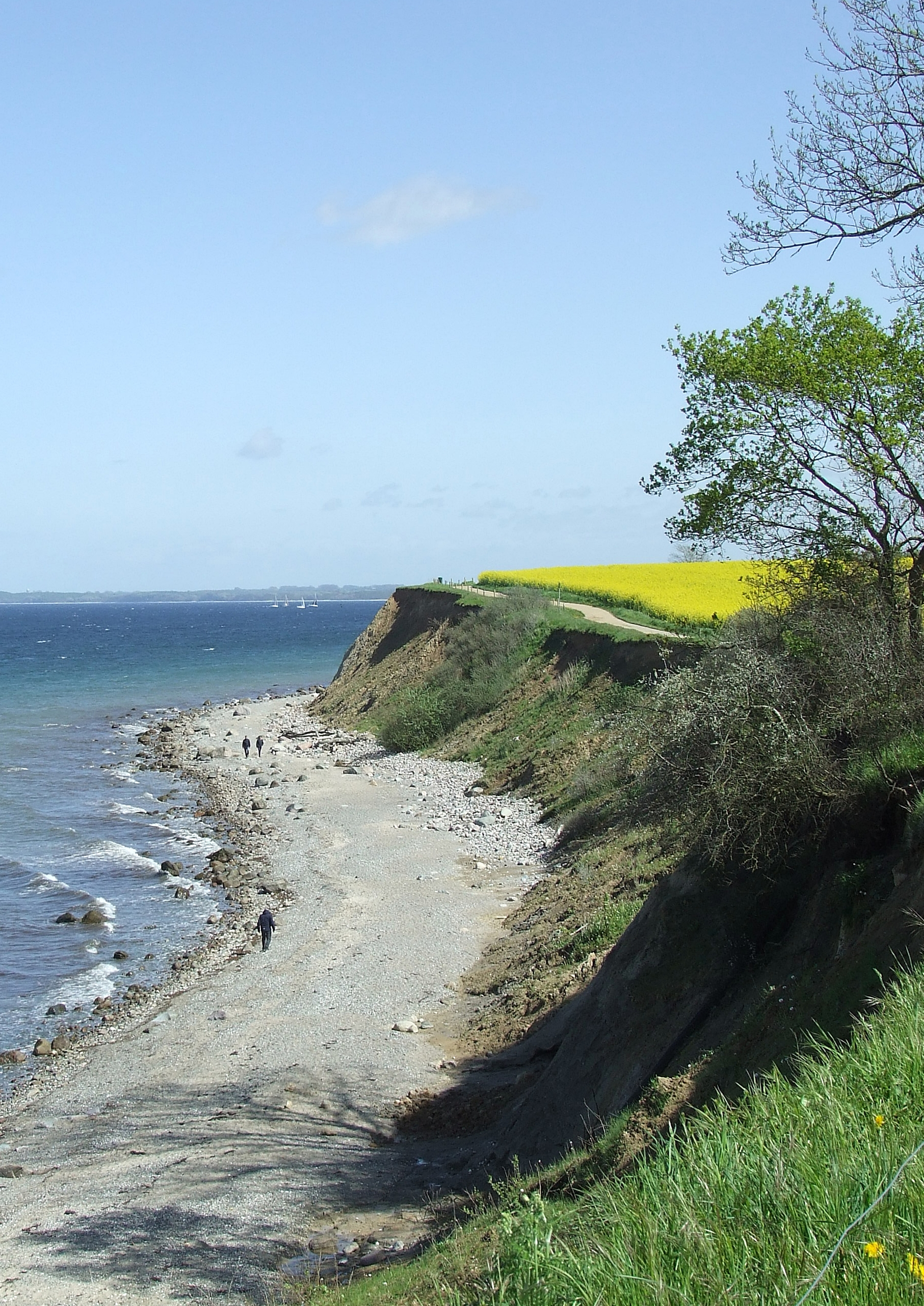
Steilküste bei Brodten

Brodten liegt im Travemünder Winkel, etwa drei Kilometer nördlich des Zentrums von Travemünde nahe dem Brodtener Ufer, einer Steilküste an der Ostsee, die sich zwischen Travemünde und dem etwa zwei Kilometer westlich von Brodten gelegenen zur Gemeinde Timmendorfer Strand gehörenden Ostseebad Niendorf erstreckt.

## Geschichte
Das im ehemals dichten Wald des Travemünder Winkels entstandene Dorf gehörte seit 1446 dem Lübecker Domkapitel. 1759/1760 umfasste es acht Vollhufen, eine Halbhufe und mehrere abgabepflichtige Bauern. Bereits 1890 hatte sich die Zahl der Vollhufen auf sieben verringert. 1993 bestanden nur noch vier Höfe.
Aufgrund des § 27 des Reichsdeputationshauptschlusses musste das Lübecker Domkapitel das Dorf 1803 an die Reichsstadt Lübeck abtreten. Zum 1. März 1935 wurde Brodten in das Stadtgebiet Lübeck eingemeindet.
Brodten ist ein Angerdorf, welches sich um den großen Dorfteich mit anschließender Schafweide zentriert.

### Alte Bauernfamilien und Höfe im Travemünder Winkel
Zu den alteingesessenen Bauernfamilien in Brodten gehören unter anderem:

#### Hof Böbs / Brinckmann;
- Arnt Böbs (* 1677), Sohn von Jacob Böbs (*~1636) aus Warnsdorf und Katherine Ewers
- Hans Hinrich Böbs ist Vollhufner bis mindestens 1760.
- Hans Hinrich Brinckmann (* 1766) heiratet Engel Catharina Böbs (* 1768). Er ist Vollhufner und Vorsteher des St. Jürgen-Siechenhauses, Travemünde, von ca. 1825–1831.[4]

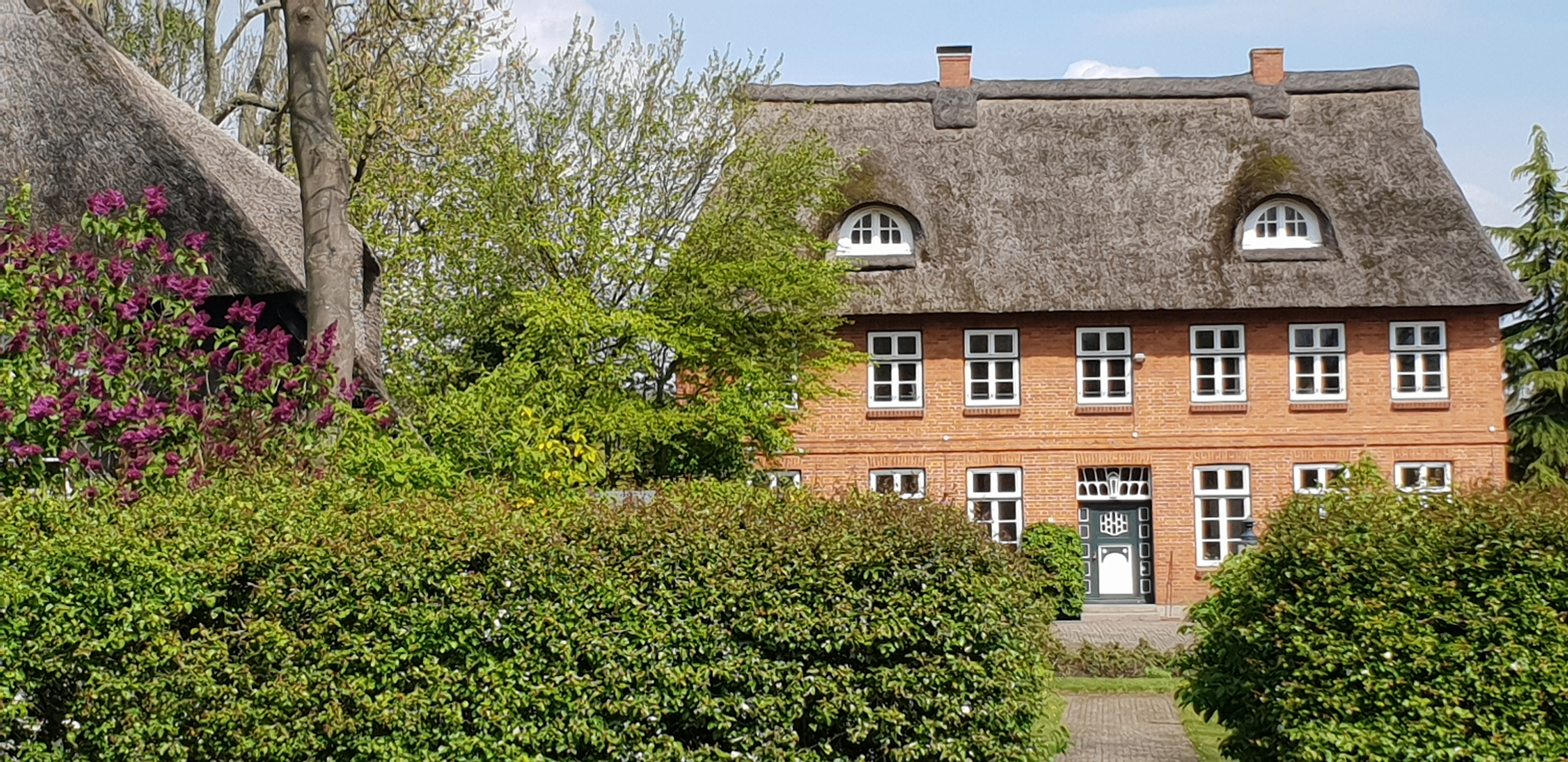
Hof Werner, Brodten bei Lübeck-Travemünde

#### Hof Werner (36 ha), Pfingstbusch 2;
- Arend Werner (1740–1824)
- Hans Hinrich Werner (1764–1825) ist Vollhufner und im Jahr 1821 Vorsteher des St. Jürgen-Siechenhauses, Travemünde.[5]
- Arend Hinrich Werner ist Vollhufner und von ca. 1851–1868 Bauernvoigt.[6]
- Nicolaus Hinrich Werner (* 1834) ist Vollhufner seit mindestens 1868.

#### Hof Borchert (49 ha);
- Die aufständischen Bauern Hans Borchers aus Brodten und Hans Schlichting aus Sarkwitz waren 1727 zur Audienz beim Kaiser in Wien.[7] Ein Jahr später heiratet Hans Borchert Elsche Beutin.
- Jacob Borchert (* 1730) heiratet 1763 Magdalena Catharina Francken
- Hans Hinrich Borchert (1772–1857) heiratet 1799 Anna Catharina Werner vom Hof Werner gegenüber
- Hans Hinrich Borchert (1807–1882) ist Vollhufner und Vorsteher des St. Jürgen-Siechenhauses.[8]
- Heinrich Nicolaus Borchert (1836–1927) ist Vollhufner.

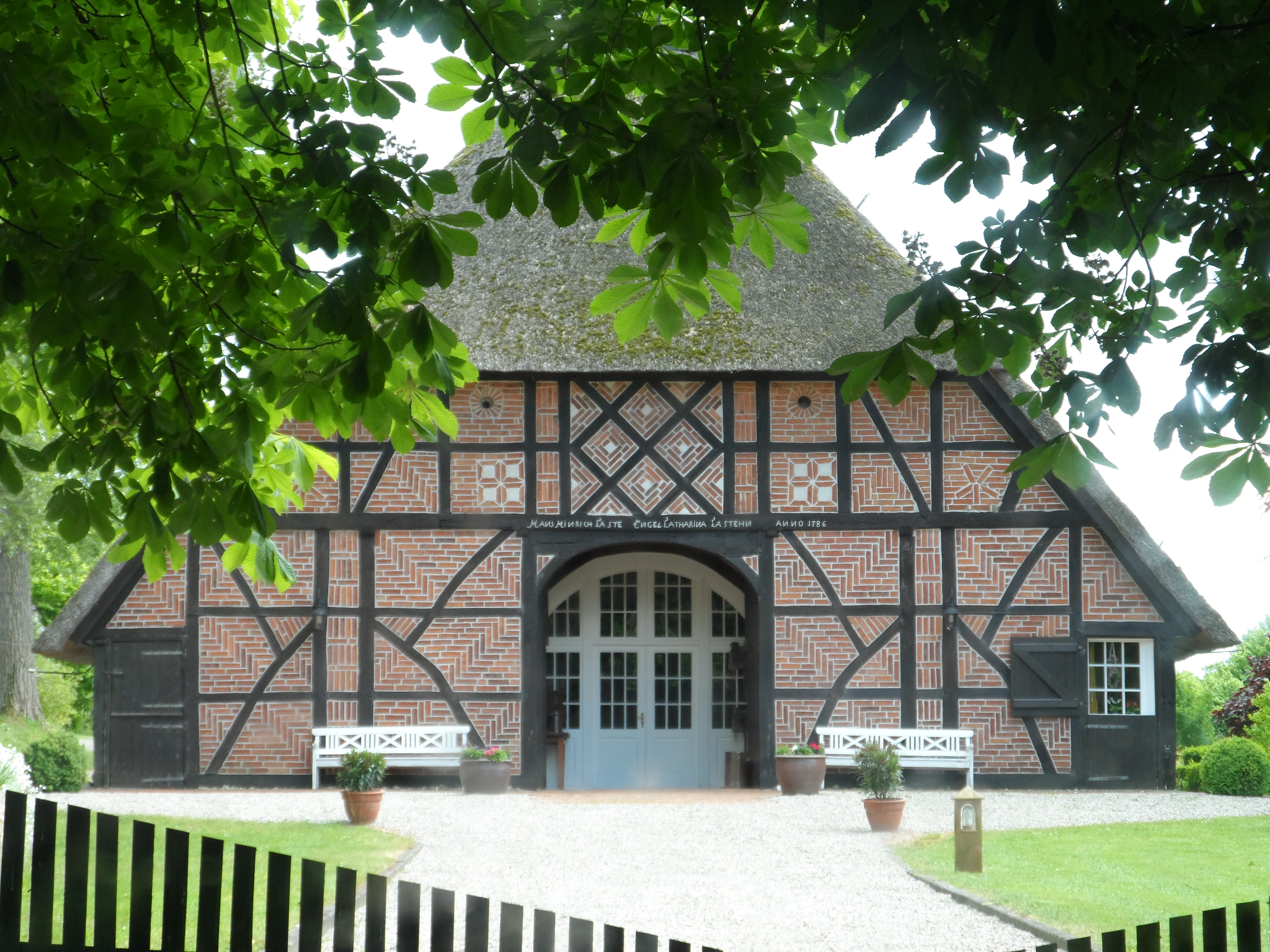
Hof Kahrstedt, Hufnerhaus von 1786, Brodten bei Lübeck-Travemünde

#### Hof Ka(h)rstedt (78 ha), Grossenhof 10;
- Der Hof war von 1705 bis 1951 im Besitz der Familie Karstedt.[9]
- Hans Hinrich Karstedt ist Vollhufner bis 1811, danach übernimmt Peter Hinrich Karstedt.
- Peter Hinrich Karstedt ist Altenteiler, als sein Sohn, der Schiffer Bahrend Ahrend Karstedt, am 2. Januar 1857 auf See in Richtung Reval (Tallinn) verunglückt.[10]

#### Hof Kröger;
- Heinrich Wilhelm Kröger ist Vollhufner und bis ca. 1851 nebenamtlich für die Steuer Deputation für das Land Travemünde tätig.[6]
- Christoph Hinrich Kröger ist Vollhufner (1834–1912).

## Brodtener Ufer
Hauptsehenswürdigkeit ist das östlich und nördlich des Ortes gelegene Brodtener Ufer, auch Brodtener (Steil-)Küste genannt. Es handelt sich um eine etwa 3,5 Kilometer lange und bis zu 20 Meter hohe Steilküste, die der Erosion ausgesetzt ist und somit ihr Aussehen nicht nur stark verändern, sondern ist für die Hofstellenbesitzer ein Jahrhunderte altes Problem, da die Ackerfläche ständig schrumpft. Es ist ein Paradies für Stein- und Fossiliensammler. Man findet Donnerkeile und mit sehr viel Glück einen versteinerten Seeigel.
Auf dem Wander- und Radweg oberhalb des Steilufers hat man einen wunderbaren Blick auf die Lübecker Bucht.
Als Europäisches Vogelschutzgebiet sind weite Teile des Brodtener Steilufers und die circa 20 km² große Flachwasserzone vor dem Steilufer ausgewiesen. Das Gebiet hat internationale Bedeutung als Rast- und Überwinterungsgebiet für durchziehende oder überwinternde Wasservögel. Das Ufer beherbergt mit bis zu 2600 Brutröhren die größte Uferschwalbenkolonie Schleswig-Holsteins.

## Tourismus

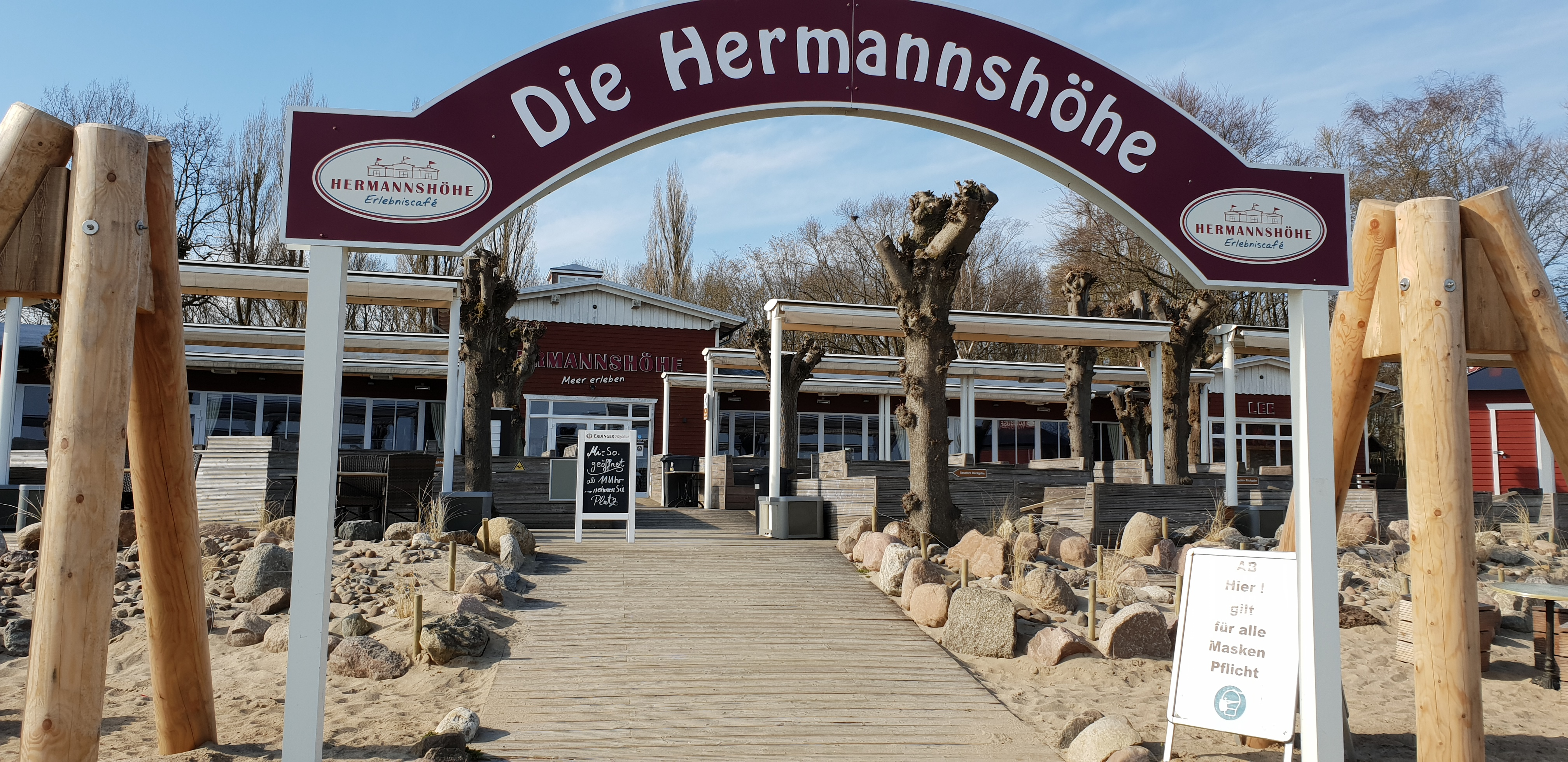
Café-Restaurant Hermannshöhe

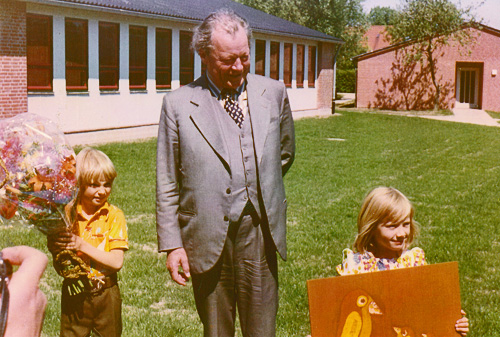
Willy Brandt bei der Einweihung des Theodor-Schwartz-Hauses

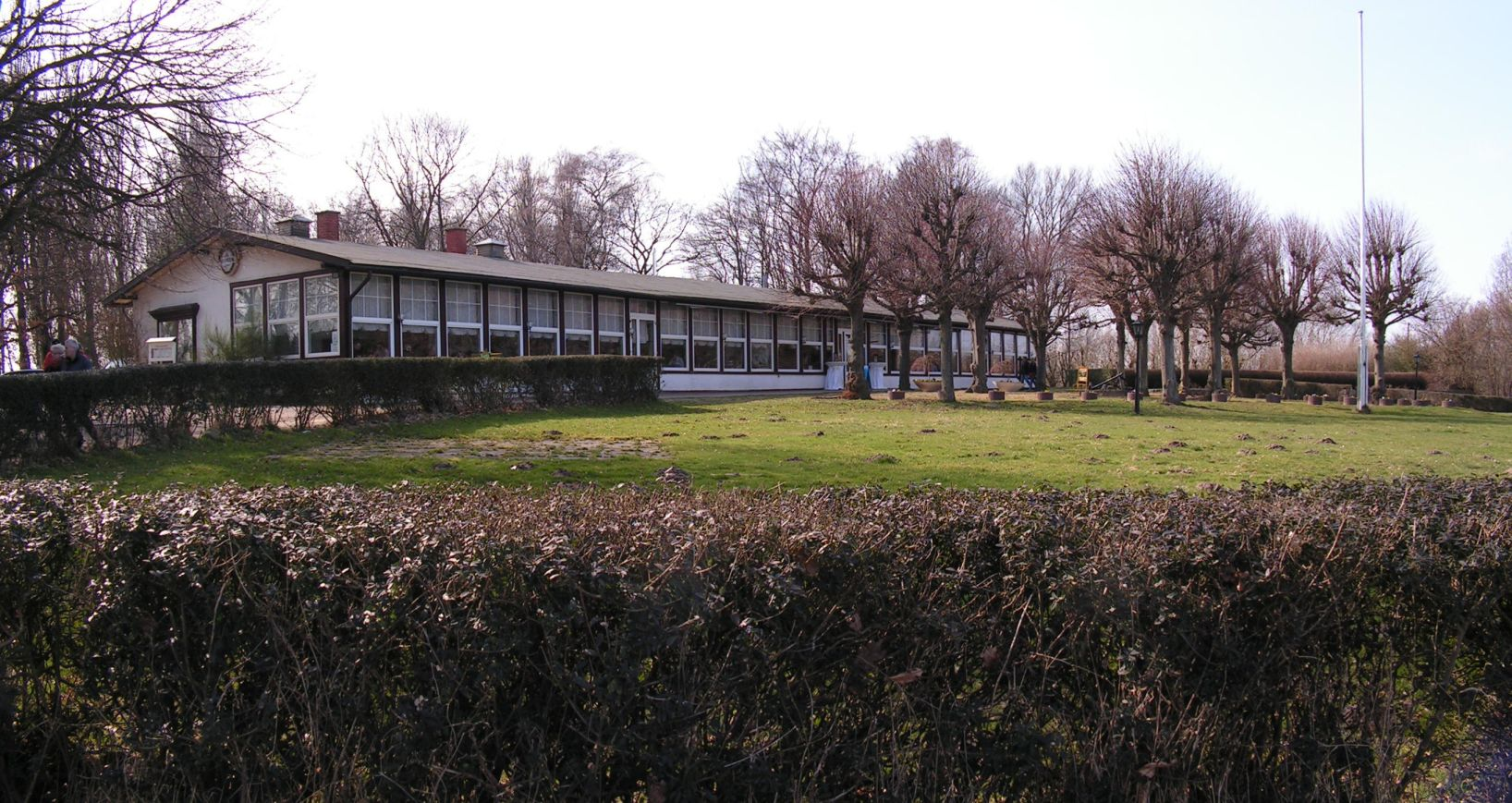
Das ehemalige Ausflugslokal Hermannshöhe

Besonders zu Zeiten der Travemünder Woche, aber auch bei entsprechendem Wetter ist das Brodtener Ufer ein gut besuchtes Ausflugsziel. An der Steilküste befindet sich das Café-Restaurant Hermannshöhe, dessen Name auf den Konsul Hermann Fehling zurückgeht, der sich hier gern aufhielt. Nach ihm wurde auch eine Straße in Travemünde benannt. 2012 wurde das frühere Gebäude durch einen Neubau ersetzt.
In Brodten befinden sich das Seminar- und Ferienzentrum Theodor-Schwartz-Haus Travemünde, benannt nach dem Gewerkschafter Theodor Schwartz, und südlich des Ortes der Lübeck-Travemünder Golf-Klub von 1921 e. V.

## Verkehr
Die nächsten Autobahnausfahrten befinden sich bei Lübeck und Ratekau an der A 1 und der A 226.
Die Bundesstraße 76 von Lübeck-Travemünde nach Kiel verläuft westlich des Ortes.
Lübeck Hauptbahnhof ist der nächste IC/EC-Bahnhof, Regionalzüge halten in Lübeck-Travemünde oder Timmendorfer Strand.
Die Bahnlinie Travemünde–Niendorf mit einem Halt bei Brodten wurde 1974 stillgelegt und danach abgebaut. Über weite Teilstrecken der ehemaligen Bahntrasse verläuft heute ein Rad- und Wanderweg.
Es bestehen Linienbusverbindungen Richtung Lübeck-Travemünde und Timmendorfer Strand.